# سوات كايا (لاعب كرة قدم)
سوات كايا (بالتركية: Suat Kaya)‏ هو مدرب كرة قدم ولاعب كرة قدم تركي في مركز الوسط، ولد في 26 أغسطس 1967 في إسطنبول في تركيا. شارك مع منتخب تركيا لكرة القدم. أما مع النوادي، فقد لعب مع غلطة سراي وقونية سبور.

## وصلات خارجية
- سوات كايا (لاعب كرة قدم) على موقع الاتحاد الأوربي (الإنجليزية)
- سوات كايا (لاعب كرة قدم) على موقع اتحاد تركيا (لاعب) (الإنجليزية)
- سوات كايا (لاعب كرة قدم) على موقع اتحاد تركيا (مدرب) (الإنجليزية)
- سوات كايا (لاعب كرة قدم) على موقع قاعدة بيانات كرة القدم.إي يو (الإنجليزية)
- سوات كايا (لاعب كرة قدم) على موقع ناشيونال فوتبول تيمز (الإنجليزية)
- سوات كايا (لاعب كرة قدم) على موقع عالم كرة القدم.نت (الإنجليزية)